# Riserva naturale Poverella Villaggio Mancuso
La riserva naturale Poverella Villaggio Mancuso è un'area naturale protetta situata nella provincia di Catanzaro, all'interno del Parco nazionale della Sila. La riserva occupa una superficie di 1.086,00 ettari.
La riserva è ubicata vicino al "Centro visite Monaco" di Villaggio Mancuso, all'interno del quale è stato realizzato il "Museo Verde" dove praticare attività didattica di educazione ambientale.

## Storia
La Riserva è stata istituita nel 1977, con Decreto Ministeriale del 13 luglio 1977.

## Attività
La riserva è dotata di sentieri facilmente percorribili ove vengono illustrate tramite tabelle, la presenza floreale e faunistica della Sila Piccola.